# Степове (Феодосійський район)
Степове́ (крим. Stepove, до 1960-х — Новомикола́ївка, крим. Novomykolayivka) — село в Україні, у складі Феодосійського району Автономної Республіки Крим.
Відстань від райцентру до населеного пункта становить 7 кілометрів по прямій.